# Psydrax fasciculata
Psydrax fasciculata là một loài thực vật có hoa trong họ Thiến thảo. Loài này được (Blume) A.P.Davis mô tả khoa học đầu tiên năm 2008.